# Дилер
Дилер се појављује као берзански посредник али и као овлашћени малопродавац за промет одређених марки производа.
Дилери су једна од најважнијих категорија овлашћених учесника на берзи. На њој они приступају као принципали тј. тргују у своје име и за свој рачун, што значи да сами сносе ризик. Када купују од дилера на берзи, клијенти добијају активу из портфолија самог дилера. Ова категорија посредника је ослобођена плаћања провизије на берзи, али има обавезу да 75% свог промета оствари стабилизујући тржиште. То значи да не сме да продаје уколико последња закључена цена није била растућа, односно да купује ако последња цена није била опадајућа. Ово важи за такозване маркет мејкере, и правила њиховог рада се разликују од берзе до берзе. Већина дилера обавља и брокерске послове за своје клијенте, па је стога уобичајен назив дилер-брокер.